# Rumunia na Letnich Igrzyskach Olimpijskich 1980
Rumunię na Letnich Igrzyskach Olimpijskich 1980 reprezentowało 228 zawodników – 154 mężczyzn i 72 kobiet. Była to najliczniejsza reprezentacja tego kraju w historii igrzysk olimpijskich. Z powodu radzieckiej interwencji w Afganistanie, zawody zostały częściowo zbojkotowane przez państwa Europy Zachodniej oraz Ameryki Południowej, w wyniku czego miejsca w poszczególnych konkurencjach zostały przyznane reprezentacjom państw socjalistycznych, w tym Socjalistycznej Republiki Rumunii. Reprezentanci Rumunii zdobyli w sumie 25 medali olimpijskich – 6 złotych, 6 srebrnych i 13 brązowych. Najwięcej medali zdobyły gimnastyczki – 9 oraz kajakarze – 5. Najwięcej medali indywidualnie – 4, w tym 2 złote wywalczyła gimnastyczka Nadia Comăneci.

## Medale
| Medal  | Zawodnik | Sport        | Wydarzenie                        | Data       |
| ------ | --- | ------------ | --------------------------------- | ---------- |
| złoto  | Ștefan Rusu | Zapasy       | Styl klasyczny – 68 kg            | 24 lipca   |
| złoto  | Nadia Comăneci | Gimnastyka   | Równoważnia                       | 25 lipca   |
| złoto  | Nadia Comăneci | Gimnastyka   | Ćwiczenia na podłodze             | 25 lipca   |
| złoto  | Corneliu Ion | Strzelectwo  | Pistolet szybkostrzelny 25 metrów | 25 lipca   |
| złoto  | Sanda Toma | Wioślarstwo  | W1x                               | 2 sierpnia |
| złoto  | Ivan Patzaichin Toma Simionov | Kajakarstwo  | C-2 1000 m                        | 2 sierpnia |
| srebro | Constantin Alexandru | Zapasy       | Styl klasyczny – 48 kg            | 24 lipca   |
| srebro | Nadia Comăneci | Gimnastyka   | Wielobój indywidualnie            | 25 lipca   |
| srebro | Nadia Comăneci Rodica Dunca Emilia Eberle Melita Ruhn Dumitrița Turner Cristina Grigoraș | Gimnastyka   | Wielobój drużynowo                | 25 lipca   |
| srebro | Emilia Eberle | Gimnastyka   | Poręcz                            | 25 lipca   |
| srebro | Ivan Patzaichin Petre Capusta | Kajakarstwo  | C-2 500 m                         | 1 sierpnia |
| srebro | Mihai Zafiu Vasile Dîba Ion Geantă Nicușor Eșanu | Kajakarstwo  | K-4 1000 m                        | 2 sierpnia |
| brąz   | Vasile Andrei | Zapasy       | Styl klasyczny – 100 kg           | 24 lipca   |
| brąz   | Petre Dicu | Zapasy       | Styl klasyczny – 90 kg            | 24 lipca   |
| brąz   | Melita Ruhn | Gimnastyka   | Skok                              | 25 lipca   |
| brąz   | Melita Ruhn | Gimnastyka   | Poręcz                            | 25 lipca   |
| brąz   | Nicolae Munteanu Claudiu Ionescu Marian Dumitru Vasile Stîngă Radu Voina Ștefan Birtalan Alexandru Fölker Neculai Vasilca Iosif Boroș Maricel Voinea Cornel Durău Adrian Cosma Cezar Drăgăniță Lucian Vasilache | Piłka ręczna | Piłka ręczna mężczyźni            | 30 lipca   |
| brąz   | Cornel Oros Laurențiu Dumănoiu Dan Gîrleanu Nicu Stoian Sorin Macavei Constantin Sterea Nicolae Pop Günther Enescu Corneliu Chifu Marius Chițiga                                                                | Siatkówka    | Siatkówka mężczyźni               | 1 sierpnia |
| brąz   | Anghelache Donescu Dumitru Velicu Petre Roșca | Jeździectwo  | ujeżdżenie drużynowe              | 1 sierpnia |
| brąz   | Vasile Dîba | Kajakarstwo  | K-1 500m                          | 1 sierpnia |
| brąz   | Ion Bîrlădeanu | Kajakarstwo  | K-1 1000m                         | 1 sierpnia |
| brąz   | Olga Homeghi-Bularda Valeria Roșca-Răcilă | Gimnastyka   | W2x                               | 2 sierpnia |
| brąz   | Angelica Aposteanu Marlena Predescu-Zagoni Rodica Frîntu Florica Bucur Rodica Arba-Pușcatu Ana Iliuță Maria Constantinescu Elena Bondar Elena Dobrițoiu                                                         | Wioślarstwo  | W8x                               | 2 sierpnia |
| brąz   | Dumitru Cipere | Boks         | Waga kogucia                      | 2 sierpnia |
| brąz   | Valentin Silaghi | Boks         | Waga średnia                      | 2 sierpnia |

| Sport          | złoto | srebro | brąz | W sumie |
| Boks           | 0     | 0      | 2    | 2       |
| Gimnastyka     | 2     | 3      | 3    | 9       |
| Jeździectwo    | 0     | 0      | 1    | 1       |
| Kajakarstwo    | 1     | 2      | 2    | 5       |
| Piłka ręczna   | 0     | 0      | 1    | 1       |
| Piłka siatkowa | 0     | 0      | 1    | 1       |
| Strzelectwo    | 1     | 0      | 0    | 1       |
| Wioślarstwo    | 1     | 0      | 1    | 2       |
| Zapasy         | 1     | 1      | 2    | 4       |
| W sumie        | 6     | 6      | 13   | 25      |

### Indywidualna klasyfikacja medalowa
Tylko multimedaliści tych igrzysk
| Lp. | Zawodnik                      | złoto | srebro | brąz |   |
| --- | ----------------------------- | ----- | ------ | ---- | - |
| 1   | Nadia Comăneci (gimnastyka)   | 2     | 2      | 0    | 4 |
| 2   | Ivan Patzaichin (kajakarstwo) | 1     | 1      | 0    | 2 |
| 3   | Emila Eberle (gimnastyka)     | 0     | 2      | 0    | 2 |
| 4   | Vasile Dîba (kajakarstwo)     | 0     | 1      | 1    | 2 |

## Konkurencje

### Boks
Reprezentanci Rumunii w boksie wystąpili we wszystkich jedenastu konkurencjach wagowych, rozgrywanych w ramach zawodów olimpijskich. W kadrze rumuńskich pięściarzy było 10 debiutantów. Jedynym zawodnikiem, który wystąpił wcześniej na igrzyskach olimpijskich był Simion Cuțov. Dla większości z nich były to również ostatnie występy na igrzyskach olimpijskich. Jedynym z tej grupy, który wystartował cztery lata później był Georgică Donici. Zawody te zostały zdominowane przez pięściarzy z Kuby i Związku Radzieckiego. Rumunii wygrali 12 walk, a 11 przegrali. Zdobyli łącznie dwa brązowe medale: Dumitru Cipere – waga kogucia i Valentin Silaghi – waga średnia. W klasyfikacji medalowej w tej dyscyplinie reprezentacja Rumunii zajęła 9 miejsce ex-aequo z reprezentacją Węgier. Jest to wyniki gorszy niż uzyskany 4 lata wcześniej w Montrealu, gdzie pięściarze z Rumunii zdobyli 5 medali (2 srebrne i 3 brązowe), również w 11 kategoriach wówczas dało to 5 lokatę w klasyfikacji medalowej w boksie.
Mężczyźni
- Ionel Budușan
- Titi Cercel
- Dumitru Cipere
- Simion Cuțov
- Georgică Donici
- Florin Livadaru
- Teodor Pîrjol
- Daniel Radu
- Dumitru Șchiopu
- Valentin Silaghi
- Marcel Sîrba

| Zawodnik        | Pierwsza runda         | Druga runda          | Ćwierćfinał        | Półfinał | Finał | Miejsce |
| --------------- | ---------------------- | -------------------- | ------------------ | -------- | ----- | ------- |
| Dumitru Șchiopu | Adel Hammoude – nokaut | Antti Juntumaa – 4-1 | Lee Byong-uk – 1-4 |          |       | 5       |

| Zawodnik    | Pierwsza runda | Druga runda         | Ćwierćfinał        | Półfinał | Finał | Miejsce |
| ----------- | -------------- | ------------------- | ------------------ | -------- | ----- | ------- |
| Daniel Radu |                | Keith Wallace – 4-1 | János Váradi – 1-4 |          |       | 5       |

| Zawodnik       | Pierwsza runda       | Druga runda        | Trzecia runda            | Ćwierćfinał              | Półfinał                    | Finał | Miejsce |
| -------------- | -------------------- | ------------------ | ------------------------ | ------------------------ | --------------------------- | ----- | ------- |
| Dumitru Cipere | Mario Behrendt – 5-0 | Lucky Mutale – 5-0 | Ryszard Czerwiński – 5-0 | Samson Chaczatrian – 4-1 | Bernardo José Piñango – 2-3 |       | 3       |

| Zawodnik    | Pierwsza runda | Druga runda         | Trzecia runda      | Ćwierćfinał | Półfinał | Finał | Miejsce |
| ----------- | -------------- | ------------------- | ------------------ | ----------- | -------- | ----- | ------- |
| Titi Cercel |                | Róbert Gönczi – 5-0 | Adolfo Horta – 0-5 |             |          |       | 9       |

| Zawodnik        | Pierwsza runda                  | Druga runda                  | Ćwierćfinał                       | Półfinał | Finał | Miejsce |
| --------------- | ------------------------------- | ---------------------------- | --------------------------------- | -------- | ----- | ------- |
| Florin Livadaru | Tadesse Haile – walka przerwana | Seán Doyle – walka przerwana | Kazimierz Adach – walka przerwana |          |       | 5       |

| Zawodnik     | Pierwsza runda          | Druga runda | Ćwierćfinał | Półfinał | Finał | Miejsce |
| ------------ | ----------------------- | ----------- | ----------- | -------- | ----- | ------- |
| Simion Cuțov | Sierik Konakbajew – 0-5 |             |             |          |       | 17      |

| Zawodnik      | Pierwsza runda    | Druga runda                       | Ćwierćfinał                          | Półfinał | Finał | Miejsce |
| ------------- | ----------------- | --------------------------------- | ------------------------------------ | -------- | ----- | ------- |
| Ionel Budușan | P.J. Davitt – 5-0 | Kalevi Marjamaa – walka przerwana | Kazimierz Szczerba – walka przerwana |          |       | 5       |

| Zawodnik     | Pierwsza runda     | Druga runda | Ćwierćfinał | Półfinał | Finał | Miejsce |
| ------------ | ------------------ | ----------- | ----------- | -------- | ----- | ------- |
| Marcel Sîrba | Leo Vainonen – 2-3 |             |             |          |       | 17      |

| Zawodnik         | Pierwsza runda | Druga runda         | Ćwierćfinał       | Półfinał         | Finał | Miejsce |
| ---------------- | -------------- | ------------------- | ----------------- | ---------------- | ----- | ------- |
| Valentin Silaghi |                | Alfred Thomas – 5-0 | Mark Kaylor – 3-2 | José Gómez – 0-5 |       | 3       |

| Zawodnik        | Pierwsza runda                        | Ćwierćfinał         | Półfinał | Finał | Miejsce |
| --------------- | ------------------------------------- | ------------------- | -------- | ----- | ------- |
| Georgică Donici | Jean-Paul Nanga-Ntsah walka przerwana | Paweł Skrzecz – 1-4 |          |       | 5       |

| Zawodnik      | Pierwsza runda        | Ćwierćfinał | Półfinał | Finał | Miejsce |
| ------------- | --------------------- | ----------- | -------- | ----- | ------- |
| Teodor Pîrjol | Francesco Damiani 1-4 |             |          |       | 5       |

### Gimnastyka
Reprezentacja Rumunii w gimnastyce mimo że nie była najliczniejsza w dotychczasowej historii rumuńskich startów, zdobyła najwięcej medali. Zawody mężczyzn zostały zdominowane przez zawodników radzieckich oraz reprezentantów NRD. Wśród kobiet 7 medali na 6 kompletów zdobyły Rumunki. Najwięcej medali, 4 (3 indywidualnie) zdobyła 18-letnia wówczas Nadia Comăneci, która 4 lata wcześniej zdobyła 5 medali olimpijskich.
Mężczyźni
- Romulus Bucuroiu
- Sorin Cepoi
- Aurelian Georgescu
- Dan Grecu
- Nicolae Oprescu
- Kurt Szilier

Kobiety
- Nadia Comăneci
- Melita Ruhn
- Emilia Eberle
- Rodica Dunca
- Cristina Grigoraș
- Dumitrița Turner

| Zawodnik           | El. Ćwiczenia na podłodze | El. Skok | El. Poręcz | El. Drążek | El. Kółka | El. Koń z łękami | Suma   | Miejsce | Ćwiczenia na podłodze | Skok | Poręcz | Drążek | Kółka | Koń z łękami | Suma    | Miejsce |
| ------------------ | ------------------------- | -------- | ---------- | ---------- | --------- | ---------------- | ------ | ------- | --------------------- | ---- | ------ | ------ | ----- | ------------ | ------- | ------- |
| Dan Grecu          | 18.75                     | 19.30    | 19.45      | 18.75      | 19.70     | 18.90            | 114.85 | 15      | 9.15                  | 9.80 | 9.55   | 9.85   | 9.85  | 9.60         | 115.225 | 9       |
| Kurt Szilier       | 19.00                     | 19.45    | 18.65      | 19.15      | 19.20     | 19.35            | 114.80 | 17      | 9.40                  | 9.60 | 8.90   | 9.85   | 9.80  | 9.70         | 114.650 | 14      |
| Aurelian Georgescu | 19.15                     | 19.50    | 19.15      | 18.50      | 18.95     | 18.50            | 113.75 | 22      | 9.50                  | 9.90 | 8.90   | 9.55   | 9.80  | 9.55         | 114.075 | 18      |
| Sorin Cepoi        | 18.65                     | 19.35    | 19.30      | 18.50      | 18.80     | 18.95            | 113.55 | 25      |                       |      |        |        |       |              |         | 25QR    |
| Romulus Bucuroiu   | 18.45                     | 19.30    | 18.65      | 18.15      | 18.85     | 19.35            | 112.75 | 32      |                       |      |        |        |       |              |         | 32QR    |
| Nicolae Oprescu    | 18.65                     | 19.10    | 18.90      | 18.80      | 19.30     | 18.20            | 112.95 | 28      |                       |      |        |        |       |              |         | 28QR    |

Do finału awansowało 36 zawodników, przy czym z jednego kraju mogło awansować maksymalnie 3 zawodników. Z tego względu pozostali zawodnicy z Rumunii nie awansowali do finału, mimo że osiągnęli lepsze rezultaty od niektórych zawodników, którzy się dostali. Sześciu najlepszych zawodników w poszczególnych konkurencjach awansowało do finału w tych konkurencjach i tam walczyło o medale.
| Zawodnicy                                                                                   | Ćwiczenia na podłodze | Skok  | Poręcz | Drążek | Kółka | Koń z łękami | Suma   | Miejsce |
| ------------------------------------------------------------------------------------------- | --------------------- | ----- | ------ | ------ | ----- | ------------ | ------ | ------- |
| Dan Grecu, Kurt Szilier, Aurelian Georgescu, Sorin Cepoi, Nicolae Oprescu, Romulus Bucuroiu | 94.25                 | 96.95 | 96.00  | 93.85  | 96.20 | 95.05        | 572.30 | 4       |

Suma pięciu najlepszych indywidualnych rezultatów uzyskanych w każdej z dyscyplin zarówno w finale, jak i eliminacjach. Do konkurencji zakwalifikowano tylko reprezentacje, które wystawiły 6 zawodników.
W poszczególnych konkurencjach do finałów awansowało 6 najlepszych zawodników z konkursu wieloboju.
| Zawodnik           | El. Wieloboju | Miejsce | Finał konkurencji | Miejsce |
| ------------------ | ------------- | ------- | ----------------- | ------- |
| Aurelian Georgescu | 19.15         | 15      |                   | 15      |
| Kurt Szilier       | 19.00         | 23      |                   | 23      |
| Dan Grecu          | 18.75         | 33      |                   | 33      |
| Nicolae Oprescu    | 18.65         | 40      |                   | 40      |
| Sorin Cepoi        | 18.65         | 40      |                   | 40      |
| Romulus Bucuroiu   | 18.45         | 46      |                   | 46      |

| Zawodnik           | El. Wieloboju | Miejsce | Finał konkurencji | Miejsce |
| ------------------ | ------------- | ------- | ----------------- | ------- |
| Aurelian Georgescu | 19.50         | 15      |                   | 15      |
| Kurt Szilier       | 19.45         | 18      |                   | 18      |
| Sorin Cepoi        | 19.35         | 23      |                   | 23      |
| Dan Grecu          | 19.30         | 25      |                   | 25      |
| Romulus Bucuroiu   | 19.30         | 25      |                   | 25      |
| Nicolae Oprescu    | 19.10         | 39      |                   | 39      |

| Zawodnik           | El. Wieloboju | Miejsce | Finał konkurencji | Miejsce |
| ------------------ | ------------- | ------- | ----------------- | ------- |
| Dan Grecu          | 19.45         | 8       |                   | 8       |
| Sorin Cepoi        | 19.30         | 11      |                   | 11      |
| Aurelian Georgescu | 19.15         | 17      |                   | 17      |
| Nicolae Oprescu    | 18.90         | 32      |                   | 32      |
| Kurt Szilier       | 18.65         | 43      |                   | 43      |
| Romulus Bucuroiu   | 18.65         | 43      |                   | 43      |

| Zawodnik           | El. Wieloboju | Miejsce | Finał konkurencji | Miejsce |
| ------------------ | ------------- | ------- | ----------------- | ------- |
| Aurelian Georgescu | 19.15         | 15      |                   | 15      |
| Kurt Szilier       | 19.00         | 23      |                   | 23      |
| Dan Grecu          | 18.75         | 33      |                   | 33      |
| Nicolae Oprescu    | 18.65         | 40      |                   | 40      |
| Sorin Cepoi        | 18.65         | 40      |                   | 40      |
| Romulus Bucuroiu   | 18.45         | 46      |                   | 46      |

| Zawodnik           | El. Wieloboju | Miejsce | Finał konkurencji | Miejsce |
| ------------------ | ------------- | ------- | ----------------- | ------- |
| Kurt Szilier       | 19.15         | 13      |                   | 13      |
| Nicolae Oprescu    | 18.80         | 21      |                   | 21      |
| Dan Grecu          | 18.75         | 23      |                   | 23      |
| Aurelian Georgescu | 18.50         | 37      |                   | 37      |
| Sorin Cepoi        | 18.50         | 37      |                   | 37      |
| Romulus Bucuroiu   | 18.15         | 51      |                   | 51      |

| Zawodnik           | El. Wieloboju | Miejsce | Finał konkurencji | Miejsce |
| ------------------ | ------------- | ------- | ----------------- | ------- |
| Dan Grecu          | 19.70         | 2       | 10.850            | 6       |
| Nicolae Oprescu    | 19.30         | 16      |                   | 16      |
| Kurt Szilier       | 19.20         | 19      |                   | 19      |
| Aurelian Georgescu | 18.95         | 25      |                   | 25      |
| Romulus Bucuroiu   | 18.85         | 29      |                   | 29      |
| Sorin Cepoi        | 18.80         | 30      |                   | 30      |

| Zawodnik           | El. Wieloboju | Miejsce | Finał konkurencji | Miejsce |
| ------------------ | ------------- | ------- | ----------------- | ------- |
| Romulus Bucuroiu   | 19.35         | 14      |                   | 14      |
| Kurt Szilier       | 19.35         | 14      |                   | 14      |
| Sorin Cepoi        | 18.95         | 28      |                   | 28      |
| Dan Grecu          | 18.90         | 29      |                   | 29      |
| Aurelian Georgescu | 18.50         | 41      |                   | 41      |
| Nicolae Oprescu    | 18.20         | 47      |                   | 47      |

| Zawodniczka       | El. Ćwiczenia na podłodze | El. Skok | El. Poręcz | El. Równoważnia | Suma  | Miejsce | Ćwiczenia na podłodze | Skok | Poręcz | Równoważnia | Suma   | Miejsce |
| ----------------- | ------------------------- | -------- | ---------- | --------------- | ----- | ------- | --------------------- | ---- | ------ | ----------- | ------ | ------- |
| Nadia Comăneci    | 19.85                     | 19.85    | 19.45      | 19.90           | 79.05 | 4       | 9.95                  | 9.75 | 10.00  | 9.85        | 79.075 | 2       |
| Emilia Eberle     | 19.80                     | 19.60    | 19.90      | 19.80           | 79.10 | 3       | 9.95                  | 9.60 | 9.90   | 9.40        | 78.400 | 6       |
| Rodica Dunca      | 19.60                     | 19.70    | 19.50      | 19.70           | 78.50 | 10      | 9.85                  | 9.75 | 9.60   | 9.90        | 78.350 | 7       |
| Melita Ruhn       | 19.40                     | 19.75    | 19.75      | 19.40           | 78.30 | 13      |                       |      |        |             |        | 13QR    |
| Cristina Grigoraș | 19.50                     | 19.65    | 19.40      | 19.45           | 78.00 | 15      |                       |      |        |             |        | 15QR    |
| Dumitrița Turner  | 19.35                     | 19.60    | 18.95      | 19.35           | 77.25 | 22      |                       |      |        |             |        | 22QR    |

Do finału awansowało 36 zawodniczek, przy czym z jednego kraju mogło awansować maksymalnie 3 zawodniczek. Z tego względu pozostałe zawodniczki z Rumunii nie dostały się do finału, mimo że uzyskały lepsze wyniki od niektórych zawodniczek, które awansowały. Po 6 najlepszych zawodniczek w poszczególnych konkurencjach awansowało do finału w tych konkurencjach i tam walczyło o medale.
| Zawodniczki                                                                                   | Ćwiczenia na podłodze | Skok  | Poręcz | Równoważnia | Suma   | Miejsce |
| --------------------------------------------------------------------------------------------- | --------------------- | ----- | ------ | ----------- | ------ | ------- |
| Nadia Comăneci, Rodica Dunca, Emilia Eberle, Melita Ruhn, Dumitrița Turner, Cristina Grigoraș | 98.20                 | 98.70 | 98.30  | 98.30       | 393.50 | 2       |

Suma pięciu najlepszych indywidualnych rezultatów uzyskanych w każdej z dyscyplin, zarówno w finale, jak i eliminacjach. Do konkurencji zakwalifikowano tylko reprezentacje, które wystawiły 6 zawodniczek.
W poszczególnych konkurencjach do finałów awansowało 6 najlepszych zawodników z konkursu wieloboju.
| Zawodniczka       | El. Wieloboju | Miejsce | Finał konkurencji | Miejsce |
| ----------------- | ------------- | ------- | ----------------- | ------- |
| Nadia Comăneci    | 19.85         | 1       | 19.875            | 1       |
| Emilia Eberle     | 19.80         | 5       | 19.750            | 5       |
| Rodica Dunca      | 19.60         | 13      |                   | 13      |
| Cristina Grigoraș | 19.50         | 15      |                   | 15      |
| Melita Ruhn       | 19.40         | 19      |                   | 19      |
| Dumitrița Turner  | 19.35         | 22      |                   | 22      |

| Zawodniczka       | El. Wieloboju | Miejsce | Finał konkurencji | Miejsce |
| ----------------- | ------------- | ------- | ----------------- | ------- |
| Melita Ruhn       | 19.75         | 6       | 19.650            | 3       |
| Nadia Comăneci    | 19.85         | 1       | 19.350            | 5       |
| Rodica Dunca      | 19.70         | 9       |                   | 9       |
| Cristina Grigoraș | 19.65         | 12      |                   | 12      |
| Emilia Eberle     | 19.60         | 16      |                   | 16      |
| Dumitrița Turner  | 19.60         | 16      |                   | 16      |

### Jeździectwo
- Alexandru Bozan
- Anghelache Donescu
- Ioan Popa
- Dania Popescu
- Petre Roșca
- Dumitru Velea
- Dumitru Velicu

| Zawodnik           | Eliminacje | Miejsce | Finał | Miejsce |
| ------------------ | ---------- | ------- | ----- | ------- |
| Anghelache Donescu | 1255       | 5       | 960   | 6       |
| Petre Roșca        | 1015       | 12      | 741   | 11      |
| Dumitru Velicu     | 1076       | 10      | 720   | 12      |

| Zawodnicy                                       | Finał | Miejsce |
| ----------------------------------------------- | ----- | ------- |
| Anghelache Donescu, Dumitru Velicu, Petre Roșca | 3346  | 3       |

### Judo
- Mihai Cioc
- Pavel Drăgoi
- Mircea Frățică
- Constantin Niculae
- Daniel Radu
- Cornel Roman
- Arpad Szabo
- Mihalache Toma[1]

| Zawodnik    | Pierwsza runda        | Druga runda | Ćwierćfinał | Półfinał | Finał | Miejsce |
| ----------- | --------------------- | ----------- | ----------- | -------- | ----- | ------- |
| Arpad Szabo | Reinhardt Arndt – kok |             |             |          |       |         |

| Zawodnik           | Pierwsza runda    | Druga runda | Ćwierćfinał | Półfinał | Finał | Miejsce |
| ------------------ | ----------------- | ----------- | ----------- | -------- | ----- | ------- |
| Constantin Niculae | Luiz Onmura – kok |             |             |          |       |         |

| Zawodnik     | Pierwsza runda      | Druga runda | Ćwierćfinał | Półfinał | Finał | Miejsce |
| ------------ | ------------------- | ----------- | ----------- | -------- | ----- | ------- |
| Cornel Roman | Seppo Myllylä – ipo |             |             |          |       |         |

| Zawodnik       | Pierwsza runda    | Druga runda          | Ćwierćfinał           | Półfinał | Finał | Miejsce |
| -------------- | ----------------- | -------------------- | --------------------- | -------- | ----- | ------- |
| Mircea Frățică | János Gyáni – waz | Thomas Hagmann – yus | Szota Chabareli – kok |          |       |         |

| Zawodnik       | Pierwsza runda | Druga runda         | Ćwierćfinał          | Półfinał | Finał | Miejsce |
| -------------- | -------------- | ------------------- | -------------------- | -------- | ----- | ------- |
| Mihalache Toma |                | Pak Jong-chol – kok | Wálter Carmona – ipo |          |       |         |

| Zawodnik    | Pierwsza runda | Druga runda           | Ćwierćfinał | Półfinał | Finał | Miejsce |
| ----------- | -------------- | --------------------- | ----------- | -------- | ----- | ------- |
| Daniel Radu |                | Temur Chubuluri – waz |             |          |       |         |

| Zawodnik   | Pierwsza runda     | Druga runda        | Ćwierćfinał | Półfinał | Finał | Miejsce |
| ---------- | ------------------ | ------------------ | ----------- | -------- | ----- | ------- |
| Mihai Cioc | Jaakko Saari – fus | Paul Radburn – waz |             |          |       |         |

| Zawodnik     | Pierwsza runda      | Druga runda          | Ćwierćfinał | Półfinał | Finał | Miejsce |
| ------------ | ------------------- | -------------------- | ----------- | -------- | ----- | ------- |
| Pavel Drăgoi | Jean Zinniker – fus | Dietmar Lorenz – ipo |             |          |       |         |

### Kajakarstwo
Kajakarstwo było drugą dyscypliną pod względem ilości zdobytych medali olimpijskich przez reprezentantów Rumunii. Zawody zostały zdominowane przez sportowców z bloku wschodniego, a w szczególności Związku Radzieckiego i NRD. Rumuni oraz Rumunki każdą z konkurencji w której uczestniczyli ukończyli udziałem w finale. W sumie reprezentacja w kajakarstwie zdobyła w Moskwie 5 medali, w tym 1 złoty i 2 srebrne. Dało to 3. miejsce wraz z Bułgarią w klasyfikacji medalowej w tej dyscyplinie. Cztery lata wcześniej w Montrealu reprezentacja Rumunii zdobyła o jeden srebrny medal mniej.
- Ion Bîrlădeanu
- Elisabeta Băbeanu
- Petre Capusta
- Vasile Dîba
- Nicușor Eșanu
- Ion Geantă
- Alexandru Giura
- Agafia Orlov-Buhaev-Constantin
- Ivan Patzaichin
- Toma Simionov
- Lipat Varabiev
- Mihai Zafiu
- Maria Ștefan-Mihoreanu
- Nicolae Țicu

| Zawodnik    | 1 runda | Miejsce | Półfinał | Miejsce | Finał   | Miejsce |
| ----------- | ------- | ------- | -------- | ------- | ------- | ------- |
| Vasile Dîba | 1:45.45 | 2       | 1:45.71  | 2       | 1:44.90 | 3       |

| Zawodnik       | 1 runda | Miejsce | Półfinał | Miejsce | Finał   | Miejsce |
| -------------- | ------- | ------- | -------- | ------- | ------- | ------- |
| Ion Bîrlădeanu | 3:46.76 | 2       | 3:55.65  | 3       | 3:50.49 | 3       |

| Zawodnik                        | 1 runda | Miejsce | Repasaż | Miejsce | Półfinał | Miejsce | Finał   | Miejsce |
| ------------------------------- | ------- | ------- | ------- | ------- | -------- | ------- | ------- | ------- |
| Alexandru Giura, Ion Bîrlădeanu | 1:37.34 | 4       | 1:38.55 | 1       | 1:36.90  | 2       | 1:36.96 | 6       |

| Zawodnicy                     | 1 runda | Miejsce | Półfinał | Miejsce | Finał   | Miejsce |
| ----------------------------- | ------- | ------- | -------- | ------- | ------- | ------- |
| Alexandru Giura, Nicolae Țicu | 3:26.50 | 3       | 3:37.00  | 2       | 3:28.94 | 4       |

| Mihai Zafiu, Vasile Dîba, Ion Geantă, Nicușor Eșanu | 3:08.69 | 6 | 3:09.63 | 1 | 3:15.35 | 2 |

| Zawodnik       | 1 runda | Miejsce | Finał   | Miejsce |
| -------------- | ------- | ------- | ------- | ------- |
| Lipat Varabiev | 1:55.74 | 2       | 1:56.80 | 7       |

| Zawodnik       | 1 runda | Miejsce | Finał   | Miejsce |
| -------------- | ------- | ------- | ------- | ------- |
| Lipat Varabiev | 4:06.13 | 2       | 4:16.68 | 5       |

| Zawodnicy                      | 1 runda | Miejsce | Finał   | Miejsce |
| ------------------------------ | ------- | ------- | ------- | ------- |
| Ivan Patzaichin, Petre Capusta | 1:42.24 | 2       | 1:44.12 | 2       |

| Zawodnicy                      | 1 runda | Miejsce | Finał   | Miejsce |
| ------------------------------ | ------- | ------- | ------- | ------- |
| Ivan Patzaichin, Toma Simionov | 3:38.36 | 1       | 3:47.65 | 1       |

| Zawodniczka            | 1 runda | Miejsce | Finał   | Miejsce |
| ---------------------- | ------- | ------- | ------- | ------- |
| Maria Ștefan-Mihoreanu | 1:59.94 | 2       | 2:00.90 | 4       |

| Zawodniczki                                       | 1 runda | Miejsce | Finał   | Miejsce |
| ------------------------------------------------- | ------- | ------- | ------- | ------- |
| Elisabeta Băbeanu, Agafia Orlov-Buhaev-Constantin | 1:48.04 | 2       | 1:48.04 | 4       |

### Kolarstwo
Na igrzyskach olimpijskich w Moskwie odbyło się 6 wyścigów kolarskich, w tym dwa szosowe. Obaj reprezentanci Rumunii wzięli udział tylko w jeździe indywidualnej na czas ze startu wspólnego. Trasa miała długość 189 km. Na starcie zabrakło zawodników ze Stanów Zjednoczonych, między innymi Grega Lemonda, mistrza świata do lat 23 z 1979, jednak wystartowali mistrzowie świata z 1978 i 1979 oraz zwycięzca Wyścigu Pokoju. Wyścig został zdominowany przez kolarzy ze Związku Radzieckiego i Polski, którzy wspólnie zdobyli 4 z pięciu czołowych miejsc oraz wszystkie medale. 63 spośród 115 kolarzy nie dojechało do mety, wśród nich obaj zawodnicy z Rumunii. Cztery lata wcześniej na igrzyskach olimpijskich w Montrealu, Rumunię reprezentował tylko Teodor Vasile, który dojechał do mety w peletonie na 60. pozycji.
Mężczyźni
- Mircea Romașcanu
- Teodor Vasile

| Zawodnik         | Czas         | Miejsce |
| ---------------- | ------------ | ------- |
| Mircea Romașcanu | Nie ukończył |         |
| Teodor Vasile    | Nie ukończył |         |

### Lekkoatletyka
Reprezentacja Rumunii w lekkoatletyce na igrzyskach olimpijskich była najliczniejszą w historii rumuńskich startów. Liczyła w sumie 21 zawodników, w tym 13 kobiet i 8 mężczyzn. Na stadionie imienia Lenina w Moskwie, Rumunii nie zdobyli jednak medalu olimpijskiego, najwyższą, czwartą lokatę zajmując w sztafecie 4 × 400 metrów kobiet.
- Doina Beșliu-Melinte
- Vasile Bichea
- Paul Copu
- Ilie Floroiu
- Ibolya Korodi
- Niculina Lazarciuc
- Nicoleta Lia
- Fița Lovin
- Sorin Matei
- Natalia Mărășescu
- Iosif Naghi
- Cornelia Popa
- Adrian Proteasa
- Maricica Puică
- Maria Samungi
- Ileana Silai
- Horia Toboc
- Elena Tărîță
- Nicolae Voicu
- Ileana Zörgő-Ráduly
- Florența Țacu-Crăciunescu

| Zawodnik    | Pierwsza runda | Druga runda | Ćwierćfinał | Półfinał | Finał | Miejsce |
| ----------- | -------------- | ----------- | ----------- | -------- | ----- | ------- |
| Horia Toboc | 5              |             |             |          |       | 33      |

| Zawodnik     | Pierwsza runda | Miejsce | Finał    | Miejsce |
| ------------ | -------------- | ------- | -------- | ------- |
| Ilie Floroiu | 29:03.1        | 5       | 28:16.25 | 10      |

| Zawodnik    | Pierwsza runda | Miejsce | Półfinał | Miejsce | Finał | Miejsce |
| ----------- | -------------- | ------- | -------- | ------- | ----- | ------- |
| Horia Toboc | 50.89          | 6       | 50.58    | 3       | 49.84 | 6       |

| Zawodnik      | Pierwsza runda | Miejsce | Półfinał | Miejsce | Finał   | Miejsce |
| ------------- | -------------- | ------- | -------- | ------- | ------- | ------- |
| Vasile Bichea | 8:35.35        | 3       | 8:24.23  | 3       | 8:23,86 | 9       |
| Paul Copu     | 8:45.54        | 7       | 8:44.91  | 11      |         | 21      |
| Nicolae Voicu | 8:48,97        | 9       |          |         |         | 25      |

| Zawodnik        | 2,10 | 2,15 | 2,18 | 2,21 | 2,24 | Miejsce |
| --------------- | ---- | ---- | ---- | ---- | ---- | ------- |
| Adrian Proteasa |      | o    | o    | o    | xxx  | 7       |
| Sorin Matei     | o    | o    | o    | xxx  |      | 13      |

| Zawodnik    | El. 1 | El. 2 | El. 3 | Miejsce | Finał | Miejsce |
| ----------- | ----- | ----- | ----- | ------- | ----- | ------- |
| Iosif Naghi | 56,50 | 59,34 | 58,48 | 14      |       | 14      |

| Zawodniczka  | 1 runda | Miejsce | Ćwierćfinał | Miejsce | Półfinał | Miejsce | Finał | Miejsce |
| ------------ | ------- | ------- | ----------- | ------- | -------- | ------- | ----- | ------- |
| Nicoleta Lia | 24.54   | 6       |             |         |          |         |       | 34      |

| Zawodniczka        | 1 runda | Miejsce | Półfinał | Miejsce | Finał | Miejsce |
| ------------------ | ------- | ------- | -------- | ------- | ----- | ------- |
| Maria Samungi      | 52.89   | 4       |          |         |       | 17      |
| Niculina Lazarciuc | 52.52   | 5       |          |         |       | 20      |
| Elena Tărîță       | 52.96   | 5       |          |         |       | 20      |

| Zawodniczka          | 1 runda | Miejsce | Półfinał | Miejsce | Finał | Miejsce |
| -------------------- | ------- | ------- | -------- | ------- | ----- | ------- |
| Fița Lovin           | 2:00,13 | 2       | 1:59,11  | 4       |       | 9       |
| Doina Beșliu-Melinte | 2:01,84 | 3       | 2:00,72  | 6       |       | 11      |

| Zawodniczka       | Eliminacje | Miejsce | Finał   | Miejsce |
| ----------------- | ---------- | ------- | ------- | ------- |
| Maricica Puică    | 4:01.68    | 5       | 4:01,26 | 7       |
| Ileana Silai      | 4:04.70    | 2       | 4:02,98 | 8       |
| Natalia Mărășescu | 4:05,83    | 4       | 4:04,74 | 9       |

| Zawodniczki                                                    | Eliminacje | Miejsce | Finał   | Miejsce |
| -------------------------------------------------------------- | ---------- | ------- | ------- | ------- |
| Ibolya Korodi, Niculina Lazarciuc, Maria Samungi, Elena Tărîță | 3:29.8     | 4       | 3:27,74 | 4       |

| Zawodniczka           | 1,75 | 1,80 | 1,85 | 1,88 | 1,91 | Miejsce |
| --------------------- | ---- | ---- | ---- | ---- | ---- | ------- |
| Cornelia Popescu-Popa |      | o    | o    | o    | xxx  | 8       |

| Zawodniczka         | Eliminacje | Miejsce | Rzut 1 | Rzut 2 | Rzut 3 | Rzut 4 | Rzut 5 | Rzut 6 | Finał | Miejsce |
| ------------------- | ---------- | ------- | ------ | ------ | ------ | ------ | ------ | ------ | ----- | ------- |
| Ileana Zörgö-Raduly | 63.84      | 4       | s      | 64,08  | 54,80  | 59,44  | 57,02  | 54,30  | 64,08 | 7       |

### Łucznictwo
Do konkursu w łucznictwie, w którym debiutowała reprezentacja Rumunii, zgłoszono dwóch zawodników i dwie zawodniczki z tego kraju. Jedyną rozgrywaną konkurencją w łucznictwie na igrzyskach w Moskwie były zawody indywidualne, zarówno kobiet, jak i mężczyzn. Każda reprezentacja składała się z maksymalnie czterech osób – dwóch kobiet i dwóch mężczyzn. Zawody zostały zdominowane przez sportowców reprezentujących Związek Socjalistycznych Republik Radzieckich, którzy zdobyli w sumie 3 medale. Reprezentanci Rumunii zajęli pozycje w drugiej i trzeciej dziesiątce na 38 zawodników i 29 zawodniczek.
Mężczyźni
- Andrei Berki
- Mihai Bîrzu

Kobiety
- Aurora Chin
- Terezia Preda

| Zawodnik     | I runda | Miejsce | II runda | Miejsce | Suma | Miejsce |
| ------------ | ------- | ------- | -------- | ------- | ---- | ------- |
| Andrei Berki | 1200    | 15      | 1189     | 15      | 2389 | 15      |
| Mihai Bîrzu  | 1146    | 26      | 1134     | 24      | 2280 | 25      |

| Zawodnik      | I runda | Miejsce | II runda | Miejsce | Suma | Miejsce |
| ------------- | ------- | ------- | -------- | ------- | ---- | ------- |
| Aurora Chin   | 1174    | 9       | 1145     | 17      | 2319 | 13      |
| Terezia Preda | 1097    | 22      | 1098     | 26      | 2195 | 24      |

### Pięciobój nowoczesny
W ramach igrzysk olimpijskich mimo jednej konkurencji w pięcioboju nowoczesnym powstały dwie klasyfikacje – indywidualna oraz drużynowa, polegająca na prostym zsumowaniu wyników trzech reprezentantów poszczególnych państw. Dyscyplina ta została rozegrana w upale sięgającym 31 °C. Pod nieobecność zawodników ze Stanów Zjednoczonych, w tym mistrza świata z 1979, Boba Niemanna, zawody zostały zdominowane przez sportowców ze Związku Radzieckiego, Węgier i Szwecji. Rumuni nie odegrali większej roli w zawodach, zajmując miejsca 22., 27. i 41. na 43 startujących, co dało przedostatnią, 11. pozycję w klasyfikacji drużynowej.
Mężczyźni
- Gyula Galovici
- Cezar Răducanu
- Dumitru Spîrlea

| Zawodnik        | Jazda konna | Miejsce | Szermierka | Miejsce | Strzelectwo | Miejsce | Pływanie | Miejsce | Bieg | Miejsce | Suma | Miejsce |
| --------------- | ----------- | ------- | ---------- | ------- | ----------- | ------- | -------- | ------- | ---- | ------- | ---- | ------- |
| Dumitru Spîrlea | 1100        | 4       | 844        | 13      | 912         | 31      | 1184     | 13      | 1018 | 35      | 5058 | 22      |
| Gyula Galovici  | 954         | 38      | 766        | 21      | 1022        | 13      | 1088     | 35      | 1105 | 16      | 4935 | 27      |
| Cezar Răducanu  | 1010        | 25      | 652        | 37      | 516         | 43      | 1216     | 9       | 1003 | 36      | 4397 | 41      |

| Zawodnik                                        | Jazda konna | Miejsce | Szermierka | Miejsce | Strzelectwo | Miejsce | Pływanie | Miejsce | Bieg | Miejsce | Suma  | Miejsce |
| ----------------------------------------------- | ----------- | ------- | ---------- | ------- | ----------- | ------- | -------- | ------- | ---- | ------- | ----- | ------- |
| Gyula Galovici, Cezar Răducanu, Dumitru Spîrlea | 3064        | 7       | 2262       | 9       | 2450        | 12      | 3488     | 6       | 3126 | 9       | 14390 | 11      |

### Piłka ręczna
Podczas igrzysk olimpijskich w 1980 rozegrano dwa konkursy piłki ręcznej – jeden kobiet i jeden mężczyzn. Reprezentanci Rumunii wystąpili tylko w turnieju męskim. Zawody zostały rozegrane dwuetapowo. W pierwszym drużyny rywalizowały w systemie kołowym w dwóch 6-zespołowych grupach. Następnie drużyny z poszczególnych miejsc rywalizowały z ekipami, które zajęły analogiczne miejsce w drugiej grupie, tj. zwycięzcy grupy o 1. miejsce, wicemistrzowie o 3. itd. Rumuni zdobyli 2. miejsce w grupie B i o brązowy medal walczyli z Węgrami. Pierwsze miejsce w tej grupie zdobyła reprezentacja Związku Socjalistycznych Republik Radzieckich, która w finale przegrała 22-23 z reprezentacją Niemieckiej Republiki Demokratycznej. Cztery lata wcześniej w piłce ręcznej Rumuni zdobyli srebrny medal, natomiast Rumunki były czwarte.
Mężczyźni
- Ștefan Birtalan
- Iosif Boroș
- Adrian Cosma
- Cezar Drăgăniță
- Marian Dumitru
- Cornel Durău
- Alexandru Fölker
- Claudiu Ionescu
- Nicolae Munteanu
- Vasile Stîngă
- Lucian Vasilache
- Neculai Vasilca
- Radu Voina
- Maricel Voinea

Mecze za:
| 20 lipca 1980 | Rumunia                                                                                 | 32:12(18:3) | Kuwejt                                         | Sokolniki |
| 20 lipca 1980 | Stîngă 5 Vasilache 5 Birtalan 4 Cosma 4 Dumitru 4 Drăgăniță 3 Fölker 3 Boroș 1 Voinea 1 | 32:12(18:3) | J. al-Qassar 9 al-Khamis 1 Najem 1 Shahzadah 1 | Sokolniki |

| 22 lipca 1980 | Rumunia                                                                                 | 26:18(14:7) | Algeria                                                      | Sokolniki |
| 22 lipca 1980 | Stînga 7 Voinea 5 Boroș 4 Birtalan 2 Dumitru 2 Vacilache 2 Vasilca 2 Durau 1 Munteanu 1 | 26:18(14:7) | Djeffal 10 Meknache 3 Bouzerar 2 Azeb 1 Bergheul 1 Hamiche 1 | Sokolniki |

| 24 lipca 1980 | Jugosławia                                                          | 23:21(12:9) | Rumunia                                                        | Dynamo |
| 24 lipca 1980 | Jurina 8 Isakovic 5 Cvetkovic 4 Rnic 3 Elezovic 1 Jovovic 1 Obran 1 | 23:21(12:9) | Stînga 7 Birtalan 6 Fölker 3 Vasilca 2 Boroș 1 Durau 1 Voina 1 | Dynamo |

| 26 lipca 1980 | ZSRR                                                                  | 19:22(15:9) | Rumunia                                                                       | Sokolniki |
| 26 lipca 1980 | Below 5 Anpilogow 4 Fediukin 3 Żuk 3 Kuszniriuk 2 Makorin 1 Nowicki 1 | 19:22(15:9) | Stîngă 7 Birtalan 4 Drăgăniță 3 Boroș 2 Fölker 2 Voinea 2 Voina 1 Vasilache 1 | Sokolniki |

| 28 lipca 1980 | Rumunia                                                          | 18:16(9:6) | Szwajcaria                                                 | Dynamo |
| 28 lipca 1980 | Birtalan 6 Boroș 4 Stîngă 3 Drăgăniță 2 Cosma 1 Voina 1 Voinea 1 | 18:16(9:6) | Züllig 4 Jehle 4 Huber 3 Maag 2 Affolter 1 Schär 1 Weber 1 | Dynamo |

| poz | Flaga      | Reprezentacja | Zwycięstwa. | Remisy | Porażki | Punkty | Bramki |
| --- | ---------- | ------------- | ----------- | ------ | ------- | ------ | ------ |
| 1   |            | ZSRR          | 4           | 0      | 1       | 8      | 134-75 |
| 2   |            | Rumunia       | 4           | 0      | 1       | 8      | 119-88 |
| 3   |            | Jugosławia    | 4           | 0      | 1       | 8      | 132-92 |
| 4   | Szwajcaria | Szwajcaria    | 2           | 0      | 3       | 4      | 110-98 |
| 5   | Algieria   | Algieria      | 1           | 0      | 4       | 2      | 94-124 |
| 6   | Kuwejt     | Kuwejt        | 0           | 0      | 5       | 0      | 64-176 |

mecz o 3 miejsce  Rumunia –  Węgry 20:18.

### Piłka wodna
Mężczyźni
- Viorel Costraș
- Adrian Nastasiu
- Dinu Popescu
- Viorel Rus
- Claudiu Rusu
- Liviu Răducanu
- Adrian Schervan
- Florin Slăvei
- Ilie Slăvei
- Doru Spînu
- Vasile Ungureanu

| poz | Flaga    | Reprezentacja | Zwycięstwa. | Remisy | Porażki | Punkty | Bramki |
| --- | -------- | ------------- | ----------- | ------ | ------- | ------ | ------ |
| 1   | Węgry    | Węgry         | 2           | 1      | 0       | 5      | 19-14  |
| 2   | Holandia | Holandia      | 2           | 0      | 1       | 4      | 16-15  |
| 3   |          | Rumunia       | 1           | 1      | 1       | 3      | 15-15  |
| 4   | Grecja   | Grecja        | 0           | 0      | 3       | 0      | 16-22  |

| poz | Flaga     | Reprezentacja | Zwycięstwa. | Remisy | Porażki | Punkty | Bramki |
| --- | --------- | ------------- | ----------- | ------ | ------- | ------ | ------ |
| 1   | Australia | Australia     | 4           | 1      | 0       | 9      | 30-19  |
| 2   | Włochy    | Włochy        | 4           | 0      | 1       | 8      | 26-18  |
| 3   |           | Rumunia       | 3           | 1      | 1       | 7      | 36-26  |
| 4   | Grecja    | Grecja        | 2           | 0      | 3       | 4      | 28-28  |
| 5   | Szwecja   | Szwecja       | 1           | 0      | 4       | 2      | 23-40  |
| 6   |           | Bułgaria      | 0           | 0      | 5       | 0      | 25-37  |

### Piłka siatkowa
Podczas igrzysk olimpijskich rozegrano dwa turnieje siatkarskie: mężczyzn i kobiet. W obu tych turniejach wystąpiła reprezentacja Rumunii, zdobywając medal w turnieju męskim.
W turnieju męskiej siatkówki faworytami była reprezentacja Związku Socjalistycznych Republik Radzieckich, która była mistrzem świata z 1978 oraz zwycięzcą czterech ostatnich mistrzostw Europy, a obrońcą tytułu była reprezentacja Polski. Reprezentacja Rumunii, dla której do igrzysk w Moskwie największym sukcesem było 13. miejsce w mistrzostwach świata w 1978, do igrzysk olimpijskich dostała się z turnieju kwalifikacyjnego, rozgrywanego w Bułgarii. Rumuni zagrali w grupie B z Polską, Brazylią, Jugosławią i Libią. W półfinale przegrali z reprezentacją gospodarzy, natomiast w meczu o trzecie miejsce wygrali z reprezentacją Polski.
W turnieju kobiecej siatkówki faworytem była również reprezentacja ZSRR. Z powodu bojkotu igrzysk w turnieju zagrało tylko 8 zespołów. Reprezentacja Rumunii podobnie jak w przypadku mężczyzn zakwalifikowała się do igrzysk olimpijskich w turnieju w Bułgarii. Rumunki zagrały w grupie B z Bułgarią, Węgrami i Brazylią. Z powodu gorszego bilansu setów Rumunki nie zakwalifikowały się do półfinału. W meczach o miejsca 5-8 reprezentantki Rumunii najpierw przegrały 0:3 z Peru, a następnie w takim samym wymiarze z Brazylią. Tym samym ukończyły rywalizację na ostatniej, ósmej pozycji.
Mężczyźni
- Corneliu Chifu
- Marius Chițiga
- Laurențiu Dumănoiu
- Günther Enescu
- Dan Gîrleanu
- Sorin Macavei
- Cornel Oros
- Nicolae Pop
- Constantin Sterea
- Nicu Stoian

Kobiety
- Victoria Banciu
- Corina Crivăț
- Ileana Dobrovschi
- Iuliana Enescu
- Corina Georgescu
- Victoria Georgescu
- Mariana Ionescu
- Ioana Liteanu
- Irina Petculeț
- Elena Piron
- Doina Săvoiu

Turniej męski
Faza grupowa
| 20 lipca 1980 | Rumunia | 3:0(15:3, 15:1, 15:1) | Libia | Druzhba |
| 20 lipca 1980 |         | 3:0(15:3, 15:1, 15:1) |       | Druzhba |

| 22 lipca 1980 | Polska | 3:1(9:15, 15:12, 15:13, 15:13) | Rumunia | Minor Arena |
| 22 lipca 1980 |        | 3:1(9:15, 15:12, 15:13, 15:13) |         | Minor Arena |

| 24 lipca 1980 | Rumunia | 3:1(13:15, 15:4, 15:12, 15:3) | Brazylia | Minor Arena |
| 24 lipca 1980 |         | 3:1(13:15, 15:4, 15:12, 15:3) |          | Minor Arena |

| 26 lipca 1980 | Jugosławia | 1:3(9:15, 16:14, 8:15, 12:15) | Rumunia | Minor Arena |
| 26 lipca 1980 |            | 1:3(9:15, 16:14, 8:15, 12:15) |         | Minor Arena |

| poz | Flaga    | Reprezentacja | Zwycięstwa. | Porażki | Punkty | Sety | Małe punkty |
| --- | -------- | ------------- | ----------- | ------- | ------ | ---- | ----------- |
| 1   | Polska   | Polska        | 3           | 1       | 7      | 11-5 | 221-172     |
| 2   |          | Rumunia       | 3           | 1       | 7      | 10-5 | 215-138     |
| 3   | Brazylia | Brazylia      | 2           | 2       | 6      | 9-8  | 215-196     |
| 4   |          | Jugosławia    | 2           | 2       | 6      | 8-8  | 189-177     |
| 5   |          | Libia         | 0           | 4       | 4      | 0-12 | 23-180      |

Półfinał
| 30 lipca 1980 | ZSRR | 3:0(15:6, 15:10, 15:5) | Rumunia | Minor Arena |
| 30 lipca 1980 |      | 3:0(15:6, 15:10, 15:5) |         | Minor Arena |

Mecz o 3. miejsce
| 1 sierpnia 1980 | Polska | 1:3(10:15, 15:9, 13:15, 9:15) | Rumunia | Minor Arena |
| 1 sierpnia 1980 |        | 1:3(10:15, 15:9, 13:15, 9:15) |         | Minor Arena |

Turniej żeński
Faza grupowa
| 21 lipca 1980 | Bułgaria | 3:1(15:9, 7:15, 15:5, 15:4) | Rumunia | Druzhba |
| 21 lipca 1980 |          | 3:1(15:9, 7:15, 15:5, 15:4) |         | Druzhba |

| 23 lipca 1980 | Węgry | 2:3(15:5, 3:15, 5:15, 15:10, 8:15) | Rumunia | Minor Arena |
| 23 lipca 1980 |       | 2:3(15:5, 3:15, 5:15, 15:10, 8:15) |         | Minor Arena |

| 25 lipca 1980 | Brazylia | 2:3(15:10, 15:9, 6:15, 13:15, 6:15) | Rumunia | Druzhba |
| 25 lipca 1980 |          | 2:3(15:10, 15:9, 6:15, 13:15, 6:15) |         | Druzhba |

| poz | Flaga    | Reprezentacja | Zwycięstwa. | Porażki | Punkty | Sety | Małe punkty |
| --- | -------- | ------------- | ----------- | ------- | ------ | ---- | ----------- |
| 1   |          | Bułgaria      | 2           | 1       | 5      | 7-4  | 138-104     |
| 2   |          | Węgry         | 2           | 1       | 5      | 8-6  | 161-170     |
| 3   |          | Rumunia       | 2           | 1       | 5      | 7-7  | 157-153     |
| 4   | Brazylia | Brazylia      | 0           | 3       | 3      | 4-9  | 142-171     |

Mecz o miejsca 5-8
| 27 lipca 1980 | Peru | 3:0(15:12, 15:9, 15:11) | Rumunia | Druzhba |
| 27 lipca 1980 |      | 3:0(15:12, 15:9, 15:11) |         | Druzhba |

Mecz o 7. miejsce
| 29 lipca 1980 | Rumunia | 0:3(8:15, 12:15, 12:15) | Brazylia | Druzhba |
| 29 lipca 1980 |         | 0:3(8:15, 12:15, 12:15) |          | Druzhba |

### Pływanie
Pływanie szczególnie kobiet zostało zdominowane przez reprezentacje NRD. Reprezentanci Rumunii odpadali przeważnie już w pierwszych rundach poszczególnych zawodów. Jedynie Carmen Bunaciu dwukrotnie zajmowała miejsce tuż za podium.
Mężczyźni
- Mihai Mandache

Kobiety
- Carmen Bunaciu
- Irinel Pănulescu
- Mariana Paraschiv
- Brigitte Prass

| Zawodnik       | 1 runda | Miejsce | Półfinał | Miejsce | Finał | Miejsce |
| -------------- | ------- | ------- | -------- | ------- | ----- | ------- |
| Mihai Mandache | 1:00.26 | 5       |          |         |       | 21      |

| Zawodnik       | 1 runda | Miejsce | Finał | Miejsce |
| -------------- | ------- | ------- | ----- | ------- |
| Mihai Mandache | 2:07.97 | 6       |       | 21      |

| Zawodniczka      | 1 runda | Miejsce | Finał | Miejsce |
| ---------------- | ------- | ------- | ----- | ------- |
| Irinel Pănulescu | 2:09.94 | 6       |       | 20      |

| Zawodniczka    | 1 runda | Miejsce | Finał   | Miejsce |
| -------------- | ------- | ------- | ------- | ------- |
| Carmen Bunaciu | 1:03.25 | 1       | 1:03.81 | 4       |

| Zawodniczka    | 1 runda | Miejsce | Finał   | Miejsce |
| -------------- | ------- | ------- | ------- | ------- |
| Carmen Bunaciu | 2:15.88 | 2       | 2:15.20 | 4       |

| Zawodniczka    | 1 runda | Miejsce | Finał   | Miejsce |
| -------------- | ------- | ------- | ------- | ------- |
| Brigitte Prass | 1:15.10 | 5       | 2:15.20 | 17      |

| Zawodniczka       | 1 runda | Miejsce | Finał | Miejsce |
| ----------------- | ------- | ------- | ----- | ------- |
| Mariana Paraschiv | 5:04.56 | 4       |       | 10      |
| Irinel Pănulescu  | 5:07.74 | 6       |       | 15      |

| Zawodniczka                                                         | 1 runda | Miejsce | Finał   | Miejsce |
| ------------------------------------------------------------------- | ------- | ------- | ------- | ------- |
| Carmen Bunaciu, Brigitte Prass, Mariana Paraschiv, Irinel Pănulescu | 4:24.08 | 4       | 4:21.27 | 7       |

### Podnoszenie ciężarów
Mężczyźni
- Constantin Chiru
- Dragomir Cioroslan
- Virgil Dociu
- Petre Dumitru
- Vasile Groapă
- Gheorghe Maftei
- Marin Parapancea
- Petre Pavel
- Gelu Radu
- Ștefan Tașnadi

| Zawodnik        | Próba 1 | Próba 2 | Próba 3 | Rwanie | Miejsce | Próba 1 | Próba 2 | Próba 3 | Podrzut | Miejsce | Suma  | Miejsce |
| --------------- | ------- | ------- | ------- | ------ | ------- | ------- | ------- | ------- | ------- | ------- | ----- | ------- |
| Gheorghe Maftei | 105,0 o | 110,0 x | 110,0 x | 105,0  | 8       | 142,5 o | 147,5 x | 147,5 x | 142,5   | 7       | 247,5 | 7       |
| Petre Pavel     | 105,0 x | 105,0 x | 105,0 o | 105,0  | 8       | 140,0 o | 145,0 x | 145,0 x | 140,0   | 8       | 245,0 | 8       |

| Zawodnik         | Próba 1 | Próba 2 | Próba 3 | Rwanie | Miejsce | Próba 1 | Próba 2 | Próba 3 | Podrzut | Miejsce | Suma  | Miejsce |
| ---------------- | ------- | ------- | ------- | ------ | ------- | ------- | ------- | ------- | ------- | ------- | ----- | ------- |
| Gelu Radu        | 115,0 o | 120,0 x | 120,0 x | 115,0  | 8       | 150,0 x | 150,0 o | 157,5 x | 150,0   | 6       | 265,0 | 8       |
| Constantin Chiru | 120,0 x | 120,0 x | 120,0 x |        |         |         |         |         |         |         |       |         |

| Zawodnik     | Próba 1 | Próba 2 | Próba 3 | Rwanie | Miejsce | Próba 1 | Próba 2 | Próba 3 | Podrzut | Miejsce | Suma  | Miejsce |
| ------------ | ------- | ------- | ------- | ------ | ------- | ------- | ------- | ------- | ------- | ------- | ----- | ------- |
| Virgil Dociu | 135,0 o | 140,0 o | 142,5 x | 140,0  | 6       | 170,0 x | 170,0 o | 175,0 x | 170,0   | 8       | 310,0 | 8       |

| Zawodnik           | Próba 1 | Próba 2 | Próba 3 | Rwanie | Miejsce | Próba 1 | Próba 2 | Próba 3 | Podrzut | Miejsce | Suma  | Miejsce |
| ------------------ | ------- | ------- | ------- | ------ | ------- | ------- | ------- | ------- | ------- | ------- | ----- | ------- |
| Dragomir Cioroslan | 140,0 o | 145,0 x | 145,0 x | 140,0  | 7       | 182,5 o | 190,0 x | 190,0 x | 190,0   | 4       | 322,7 | 5       |

| Zawodnik      | Próba 1 | Próba 2 | Próba 3 | Rwanie | Miejsce | Próba 1 | Próba 2 | Próba 3 | Podrzut | Miejsce | Suma | Miejsce |
| ------------- | ------- | ------- | ------- | ------ | ------- | ------- | ------- | ------- | ------- | ------- | ---- | ------- |
| Petre Dumitru | 155,0 o | 160,0 x | 160,0 x | 155,0  | 4       | 190,0 x | 190,0 x | 190,0 x |         |         |      |         |

| Zawodnik      | Próba 1 | Próba 2 | Próba 3 | Rwanie | Miejsce | Próba 1 | Próba 2 | Próba 3 | Podrzut | Miejsce | Suma  | Miejsce |
| ------------- | ------- | ------- | ------- | ------ | ------- | ------- | ------- | ------- | ------- | ------- | ----- | ------- |
| Vasile Groapă | 155,0 x | 155,0 x | 160,0 o | 160,0  | 6       | 195,0 o | 200,0 x | 200,0 x | 195,0   | 7       | 355,0 | 7       |

| Zawodnik       | Próba 1 | Próba 2 | Próba 3 | Rwanie | Miejsce | Próba 1 | Próba 2 | Próba 3 | Podrzut | Miejsce | Suma  | Miejsce |
| -------------- | ------- | ------- | ------- | ------ | ------- | ------- | ------- | ------- | ------- | ------- | ----- | ------- |
| Ștefan Tașnadi | 165,0 o | 170,0 x | 170,0 x | 165,0  | 6       | 195,0 o | 207,5 x | 207,5 x | 195,0   | 6       | 360,0 | 6       |

| Zawodnik         | Próba 1 | Próba 2 | Próba 3 | Rwanie | Miejsce | Próba 1 | Próba 2 | Próba 3 | Podrzut | Miejsce | Suma | Miejsce |
| ---------------- | ------- | ------- | ------- | ------ | ------- | ------- | ------- | ------- | ------- | ------- | ---- | ------- |
| Marin Parapancea | 162,5 x | 162,5 x | 162,5 x |        |         |         |         |         |         |         |      |         |

### Skoki do wody
Mężczyźni
- Alex Bagiu

Kobiety
- Liliana Cîrstea
- Ruxandra Lucia Hociotă

| Zawodnik   | 1 skok | m. | 2 skok | m. | 3 skok | m. | 4 skok | m. | 5 skok | m. | 6 skok | m. | 7 skok | m. | 8 skok | m. | 9 skok | m. | 10 skok | m. | 11 skok | m. | suma   | m. | finał | miejsce |
| ---------- | ------ | -- | ------ | -- | ------ | -- | ------ | -- | ------ | -- | ------ | -- | ------ | -- | ------ | -- | ------ | -- | ------- | -- | ------- | -- | ------ | -- | ----- | ------- |
| Alex Bagiu | 29,76  | 22 | 32,13  | 24 | 39,90  | 19 | 28,32  | 24 | 38,76  | 18 | 49,41  | 18 | 47,85  | 19 | 36,12  | 22 | 41,16  | 24 | 39,48   | 21 | 44,46   | 22 | 427,35 | 23 |       | 23      |

| Zawodnik   | 1 skok | m. | 2 skok | m. | 3 skok | m. | 4 skok | m. | 5 skok | m. | 6 skok | m. | 7 skok | m. | 8 skok | m. | 9 skok | m. | 10 skok | m. | suma   | m. | finał | miejsce |
| ---------- | ------ | -- | ------ | -- | ------ | -- | ------ | -- | ------ | -- | ------ | -- | ------ | -- | ------ | -- | ------ | -- | ------- | -- | ------ | -- | ----- | ------- |
| Alex Bagiu | 30,72  | 20 | 35,64  | 16 | 40,80  | 9  | 37,80  | 17 | 52,20  | 9  | 46,11  | 15 | 49,41  | 12 | 34,83  | 12 | 50,22  | 13 | 58,29   | 7  | 436,02 | 13 |       | 13      |

| Zawodniczka            | 1 skok | m. | 2 skok | m. | 3 skok | m. | 4 skok | m. | 5 skok | m. | 6 skok | m. | 7 skok | m. | 8 skok | m. | 9 skok | m. | 10 skok | m. | suma   | m. | finał | miejsce |
| ---------------------- | ------ | -- | ------ | -- | ------ | -- | ------ | -- | ------ | -- | ------ | -- | ------ | -- | ------ | -- | ------ | -- | ------- | -- | ------ | -- | ----- | ------- |
| Ruxandra Lucia Hociotă | 30,24  | 20 | 32,13  | 15 | 35,91  | 17 | 32,64  | 14 | 37,62  | 13 | 33,60  | 23 | 44,88  | 11 | 53,76  | 3  | 41,40  | 13 | 46,92   | 9  | 389,10 | 15 |       | 15      |
| Liliana Cîrstea        | 27,84  | 24 | 28,56  | 23 | 31,35  | 20 | 34,56  | 6  | 31,92  | 21 | 24,36  | 24 | 48,72  | 7  | 44,22  | 21 | 44,16  | 14 | 38,64   | 21 | 354.33 | 23 |       | 23      |

### Strzelectwo
Reprezentacja Rumunii w strzelectwie, składała się z pięciu zawodników w tym dwóch debiutantów oraz jednego zawodnika, dla którego były to już trzecie igrzyska w karierze. Rumuni wystąpili w czterech konkurencjach i zdobyli jeden złoty medal – Corneliu Ion oraz jedno 4. miejsce – Marin Stan, który przegrał o 1 punkt strefę medalową. Podobnie, jak w poprzednich występach najlepsze wyniki osiągnięto w pistoletach.
Rumuńscy strzelcy z reguły zdobywają na igrzyskach jeden lub dwa medale olimpijskie, cztery lata wcześniej nie zdobyli jednak żadnego.
Mężczyźni
- Corneliu Ion
- Mircea Ilca
- Dan Iuga
- Marin Stan
- Ioan Toman

| Zawodnik     | 1 runda | Miejsce | 2 runda | Miejsce | Suma | Miejsce |
| ------------ | ------- | ------- | ------- | ------- | ---- | ------- |
| Corneliu Ion | 299     | 1       | 297     | 7       | 596  | 1       |
| Marin Stan   | 298     | 3       | 297     | 7       | 595  | 4       |

| Zawodnik | 1 runda | Miejsce | 2 runda | Miejsce | 3 runda | Miejsce | 4 runda | Miejsce | 5 runda | Miejsce | 6 rund | Miejsce | Suma | Miejsce |
| -------- | ------- | ------- | ------- | ------- | ------- | ------- | ------- | ------- | ------- | ------- | ------ | ------- | ---- | ------- |
| Dan Iuga | 95      | 4       | 90      | 22      | 92      | 16      | 91      | 23      | 95      | 5       | 92     | 15      | 555  | 17      |

| Zawodnik    | 1 runda | Miejsce | 2 runda | Miejsce | 3 runda | Miejsce | 4 runda | Miejsce | 5 runda | Miejsce | 6 rund | Miejsce | Suma | Miejsce |
| ----------- | ------- | ------- | ------- | ------- | ------- | ------- | ------- | ------- | ------- | ------- | ------ | ------- | ---- | ------- |
| Mircea Ilca | 100     | 1       | 99      | 15      | 99      | 22      | 100     | 1       | 98      | 32      | 100    | 1       | 596  | 11      |

| Zawodnik   | Punkty | Miejsce |
| ---------- | ------ | ------- |
| Ioan Toman | 192    | 19      |

### Szermierka
Mężczyźni
- Costică Bărăgan
- Petru Kuki
- Cornel Marin
- Marin Mustață
- Alexandru Nilca
- Ion Pantelimonescu
- Tudor Petruș
- Anton Pongratz
- Ioan Pop
- Ioan Popa
- Sorin Roca
- Mihai Țiu
- Octavian Zidaru

Kobiety
- Suzana Ardeleanu
- Aurora Dan
- Marcela Moldovan-Zsak
- Ecaterina Stahl-Iencic
- Viorica Țurcanu

| Zawodnik     | Przeciwnicy 1 faza grupowa                                       | Miejsce | Przeciwnicy 2 faza grupowa                                                   | Miejsce | Przeciwnicy baraże 1                                                                                           | Miejsce | Przeciwnicy baraże 2                                 | Miejsce | Finały                                                                                   | Miejsce |
| ------------ | ---------------------------------------------------------------- | ------- | ---------------------------------------------------------------------------- | ------- | --- | ------- | ---------------------------------------------------- | ------- | ---------------------------------------------------------------------------------------- | ------- |
| Petru Kuki   | Bogusław Zych, Hartmuth Behrens, Efigenio Favier, Ahmed Al-Ahmed | 1       | Jaroslav Jurka, Hartmuth Behrens, Greg Benko, Rob Bruniges, Thierry Soumagne | 1       | Lech Koziejowski, Frédéric Pietruszka, István Szelei, Hartmuth Behrens, Klaus Kotzmann, Greg Benko, Adam Robak | 1       | Lech Koziejowski, István Szelei, Frédéric Pietruszka | 1       | Władimir Smirnow, Pascal Jolyot, Aleksandr Romankow, Sabirzhan Ruzijew, Lech Koziejowski | 6       |
| Mihai Țiu    | Pascal Jolyot, Thierry Soumagne, Miguel Roca, Khaled Al-Awadhi   | 4       |                                                                              |         | |         |                                                      |         |                                                                                          | 25      |
| Tudor Petruș | László Demény, Federico Cervi, Heriberto González                | 4       |                                                                              |         | |         |                                                      |         |                                                                                          | 35      |

| Zawodnicy                                        | Przeciwnicy 1 faza grupowa | Miejsce | Przeciwnicy 2 faza grupowa | Miejsce | Finał (mecze o poszczególne miejsca) | Miejsce |
| ------------------------------------------------ | -------------------------- | ------- | -------------------------- | ------- | ------------------------------------ | ------- |
| Petru Kuki, Mihai Ţiu, Sorin Roca, Tudor Petruş, | ZSRR Wielka Brytania       | 2       | NRD Polska Węgry           | 4       | Węgry                                | 5       |

| Zawodnik        | Przeciwnicy 1 faza grupowa                                                    | Miejsce | Przeciwnicy 2 faza grupowa                                                    | Miejsce | Przeciwnicy baraże 1                                                                                             | Miejsce | Przeciwnicy baraże 2 | Miejsce | Finały                                                                        | Miejsce |
| --------------- | ----------------------------------------------------------------------------- | ------- | ----------------------------------------------------------------------------- | ------- | --- | ------- | -------------------- | ------- | ----------------------------------------------------------------------------- | ------- |
| Ioan Popa       | Johan Harmenberg István Osztrics Jiří Douba Heriberto González                | 1       | Rolf Edling Boris Łukomskij Philippe Boisse Efigenio Favier Piotr Jabłkowski  | 4       | Ernő Kolczonay Rolf Edling Johan Harmenberg Hans Jacobson Philippe Riboud Aleksandr Abuszahmetow István Osztrics | 1       |                      |         | Johan Harmenberg Ernő Kolczonay Philippe Riboud Rolf Edling Aleksandr Możajew | 6       |
| Anton Pongratz  | Patrick Picot John Llewellyn Leszek Swornowski Mohamed Al-Thuwani Dany Haddad | 2       | Hans Jacobson Ernő Kolczonay Stefano Bellone Aleksandr Możajew John Llewellyn | 5       | |         |                      |         |                                                                               | 19      |
| Octavian Zidaru | Ernő Kolczonay Stefano Bellone Oldřich Kubišta Osama Al-Khurafi               | 4       |                                                                               |         | |         |                      |         |                                                                               | 26      |

| Zawodnicy                                                   | Przeciwnicy 1 faza grupowa | Miejsce | Przeciwnicy 2 faza grupowa                                       | Miejsce | Przeciwnicy 3 faza grupowa                          | Miejsce | Finał (mecze o poszczególne miejsca) | Miejsce |
| ----------------------------------------------------------- | -------------------------- | ------- | ---------------------------------------------------------------- | ------- | --------------------------------------------------- | ------- | ------------------------------------ | ------- |
| Ioan Popa, Octavian Zidaru, Anton Pongratz, Costică Bărăgan | Francja Kuwejt             | 2       | ZSRR Francja Polska Węgry Wielka Brytania Szwecja Czechosłowacja | 4       | Polska Czechosłowacja Szwecja Wielka Brytania Węgry | 6       | ZSRR                                 | 4       |

| Zawodnik      | Przeciwnicy 1 faza grupowa                                            | Miejsce | Przeciwnicy 2 faza grupowa                                                       | Miejsce | Przeciwnicy baraże 1                                                                                         | Miejsce | Przeciwnicy baraże 2                                                                                             | Miejsce | Finały | Miejsce |
| ------------- | --------------------------------------------------------------------- | ------- | -------------------------------------------------------------------------------- | ------- | --- | ------- | --- | ------- | ------ | ------- |
| Cornel Marin  | Hristo Etropolski Wiktor Krowopuskow Andrzej Kostrzewa Ahmed Al-Ahmed | 2       | Wiktor Krowopuskow Imre Gedővári Andrzej Kostrzewa Mario Aldo Montano Mark Slade | 3       | Ferdinando Meglio Michele Maffei José Laverdecia Jacek Bierkowski Ioan Pop György Nébald Georgi Chomakow     | 4       | Michele Maffei Ferdinando Meglio Władimir Nazłymow Michaił Burcew Andrzej Kostrzewa Pál Gerevich José Laverdecia | 7       |        | 9       |
| Ioan Pop      | Mario Aldo Montano Peter Ulbrich Michaił Burcew Mohamed Eyiad         | 3       | Jacek Bierkowski Wasil Etropolski Pál Gerevich Leszek Jabłonowski Peter Ulbrich  | 4       | Ferdinando Meglio Michele Maffei José Laverdecia Cornel Marin Jacek Bierkowski György Nébald Georgi Chomakow | 6       | |         |        | 13      |
| Marin Mustață | Jacek Bierkowski Ferdinando Meglio Pál Gerevich Ali Al-Khawajah       | 4       | Michele Maffei Michaił Burcew György Nébald Hristo Etropolski Jesús Ortíz        | 6       | |         | |         |        | 22      |

| Zawodnicy                                                                  | Przeciwnicy 1 faza grupowa | Miejsce | Przeciwnicy 2 faza grupowa | Miejsce | Finał (mecze o poszczególne miejsca) | Miejsce |
| -------------------------------------------------------------------------- | -------------------------- | ------- | -------------------------- | ------- | ------------------------------------ | ------- |
| Ioan Pop, Marin Mustață, Cornel Marin, Ion Pantelimonescu, Alexandru Nilca | ZSRR Kuba                  | 2       | Polska Węgry NRD           | 4       | NRD                                  | 5       |

| Zawodniczka            | Przeciwniczki 1 faza grupowa                                                        | Miejsce | Przeciwniczki 2 faza grupowa                                                                          | Miejsce | Przeciwniczki baraże 1 | Miejsce | Przeciwniczki baraże 2 | Miejsce | Finały                                                                                             | Miejsce |
| ---------------------- | ----------------------------------------------------------------------------------- | ------- | --- | ------- | --- | ------- | --- | ------- | -------------------------------------------------------------------------------------------------- | ------- |
| Ecaterina Stahl-Iencic | Margarita Rodríguez Valentina Sidorowa Ann Brannon Kerstin Palm                     | 1       | Pascale Trinquet-Hachin Dorina Vaccaroni Ildikó Schwarczenberger-Tordasi Ann Brannon Sabine Hertrampf | 3       | Brigitte Latrille-Gaudin Barbara Wysoczańska Dorina Vaccaroni Magda Maros Ildikó Schwarczenberger-Tordasi Pascale Trinquet-Hachin Katarína Lokšová-Ráczová | 8       | Pascale Trinquet-Hachin Delfina Olek-Skąpska Katarína Lokšová-Ráczová Nailja Giljazowa Ildikó Schwarczenberger-Tordasi Jelena Nowikowa-Belowa Mandy Niklaus | 2       | Pascale Trinquet-Hachin Magda Maros Barbara Wysoczańska Brigitte Latrille-Gaudin Dorina Vaccaroni. | 4       |
| Marcela Moldovan-Zsak  | Véronique Brouquier Mitzi Ferguson Gabriele Janke Gertrúd Stefanek Linda Ann Martin | 1       | Delfina Olek-Skąpska Nailja Giljazowa Mandy Niklaus Véronique Brouquier Marlene Font                  | 6       | |         | |         | | 21      |
| Suzana Ardeleanu       | Jelena Nowikowa-Belowa Barbara Wysoczańska Clara Alfonso Micheline Borghs           | 2       | Clara Alfonso Walentina Sidorowa Magda Maros Katarína Lokšová-Ráczová Anna Rita Sparaciari            | 6       | |         | |         | | 24      |

| Zawodniczki                                                                                  | Przeciwniczki 1 faza grupowa | Miejsce | Przeciwniczki 2 faza grupowa | Miejsce | Finał (mecze o poszczególne miejsca) | Miejsce |
| -------------------------------------------------------------------------------------------- | ---------------------------- | ------- | ---------------------------- | ------- | ------------------------------------ | ------- |
| Ecaterina Stahl-Iencic, Marcela Moldovan-Zsak, Viorica Țurcanu, Suzana Ardeleanu, Aurora Dan | ZSRR Włochy                  | 3       |                              |         |                                      | 9       |

### Wioślarstwo
Mężczyźni
- Gabriel Bularda
- Petre Ceapura
- Carolică Ilieș
- Petru Iosub
- Ladislau Lovrenschi
- Constantin Postoiu
- Nicolae Simion
- Valer Toma
- Daniel Voiculescu

Kobiety
- Angelica Aposteanu
- Rodica Arba-Pușcatu
- Elena Bondar
- Florica Bucur
- Maria Constantinescu
- Elena Dobrițoiu
- Rodica Frîntu
- Olga Homeghi-Bularda
- Ana Iliuță
- Marlena Predescu-Zagoni
- Valeria Roșca-Răcilă
- Valeria Cătescu
- Sofia Corban-Banovici
- Elena Giurcă
- Aneta Matei
- Maria Micșa-Macoviciuc
- Aneta Mihaly
- Georgeta Militaru-Mașca
- Elena Oprea-Horvat
- Florica Petcu-Dospinescu
- Florica Silaghi
- Maria Tănasă-Fricioiu
- Mariana Zaharia

| Zawodnicy                      | 1 runda | Miejsce | 2 runda | Miejsce | Finał   | Miejsce |
| ------------------------------ | ------- | ------- | ------- | ------- | ------- | ------- |
| Constantin Postoiu, Valer Toma | 7:30.90 | 2       | 6:52.70 | 2       | 6:53.49 | 4       |

| Zawodnicy                                           | 1 runda | Miejsce | Finał   | Miejsce |
| --------------------------------------------------- | ------- | ------- | ------- | ------- |
| Petre Ceapura, Gabriel Bularda, Ladislau Lovrenschi | 7:50.12 | 1       | 7:07.17 | 4       |

| Zawodnicy                                                      | 1 runda | Miejsce | Repasaż | Miejsce | Finał   | Miejsce |
| -------------------------------------------------------------- | ------- | ------- | ------- | ------- | ------- | ------- |
| Daniel Voiculescu, Carolică Ilieș, Petru Iosub, Nicolae Simion | 6:32.74 | 2       | 6:13.31 | 2       | 6:19.45 | 5       |

| Zawodniczka | 1 runda | Miejsce | Półfinał | Miejsce | Finał   | Miejsce |
| ----------- | ------- | ------- | -------- | ------- | ------- | ------- |
| Sanda Toma  | 4:07.20 | 1       | 3:42.63  | 1       | 3:40.69 | 1       |

| Zawodniczki                                | 1 runda | Miejsce | Finał   | Miejsce |
| ------------------------------------------ | ------- | ------- | ------- | ------- |
| Olga Homeghi-Bularda, Valeria Roșca-Răcilă | 3:27.70 | 2       | 3:18.91 | 3       |

| Zawodniczki                                  | 1 runda | Miejsce | Finał   | Miejsce |
| -------------------------------------------- | ------- | ------- | ------- | ------- |
| Florica Petcu-Dospinescu, Elena Oprea-Horvat | 4:04.74 | 2       | 3:35.14 | 4       |

| Zawodniczki                                                                                   | 1 runda | Miejsce | Finał   | Miejsce |
| --------------------------------------------------------------------------------------------- | ------- | ------- | ------- | ------- |
| Georgeta Militaru-Mașca, Florica Silaghi, Maria Tănasă-Fricioiu, Valeria Cătescu, Aneta Matei | 3:31.42 | 2       | 3:22.08 | 4       |

| Zawodniczki                                                                                | 1 runda | Miejsce | Finał   | Miejsce |
| ------------------------------------------------------------------------------------------ | ------- | ------- | ------- | ------- |
| Maria Micșa-Macoviciuc, Aneta Mihaly, Sofia Corban-Banovici, Mariana Zaharia, Elena Giurcă | 3:23.33 | 1       | 3:16.82 | 4       |

| Zawodniczki | 1 runda | Miejsce | Finał   | Miejsce |
| --- | ------- | ------- | ------- | ------- |
| Angelica Aposteanu, Marlena Predescu-Zagoni, Rodica Frîntu, Florica Bucur, Rodica Arba-Pușcatu, Ana Iliuță, Maria Constantinescu, Elena Bondar, Elena Dobrițoiu | 3:16.21 | 2       | 3:05.63 | 3       |

### Zapasy
W ramach igrzysk olimpijskich w Moskwie rozegrano w sumie 20 turniejów zapaśniczych. Startowali wyłącznie mężczyźni w dwóch stylach – klasycznym oraz wolnym. Zawodnicy z Rumunii startowali we wszystkich turniejach, zdobywając 4 medale – złoty, srebrny i dwa brązowe. Cztery lata wcześniej Rumunii zdobyli 5 medali, jednak ani jednego złotego.
Mężczyźni
- Ștefan Rusu
- Constantin Alexandru
- Vasile Andrei
- Petre Dicu
- Mihai Boțilă
- Petre Ciarnău
- Roman Codreanu
- Ion Draica
- Octavian Dușa
- Nicu Gângă
- Andrei Ianko
- Ion Ivanov
- Gheorghe Minea
- Aurel Neagu
- Ion Păun
- Marin Pârcălabu
- Vasile Pușcașu
- Gheorghe Rașovan
- Aurel Șuteu
- Vasile Țigănaș

| Zawodnik             | Pierwsza runda       | Druga runda   | Trzecia runda  | Czwarta runda  | Finał        | Miejsce |
| -------------------- | -------------------- | ------------- | -------------- | -------------- | ------------ | ------- |
| Constantin Alexandru | Żaksyłyk Üszkempyrow | Saber Nakdali | Alfredo Olvera | Paweł Christow | Ferenc Seres | 2       |

| Zawodnik   | Pierwsza runda       | Druga runda | Trzecia runda   | Czwarta runda   | Finał | Miejsce |
| ---------- | -------------------- | ----------- | --------------- | --------------- | ----- | ------- |
| Nicu Gângă | Stanisław Wróblewski | Lajos Rácz  | Antonín Jelínek | Mładen Mładenow |       | 4       |

| Zawodnik     | Pierwsza runda         | Druga runda    | Trzecia runda | Czwarta runda      | Finał        | Miejsce |
| ------------ | ---------------------- | -------------- | ------------- | ------------------ | ------------ | ------- |
| Mihai Boțilă | Mohamed Moutei Nakdali | Szamil Serikow | Pertti Ukkola | Antonio Caltabiano | Józef Lipień | 4       |

| Zawodnik | Pierwsza runda | Druga runda | Trzecia runda | Czwarta runda | Finał | Miejsce |
| -------- | -------------- | ----------- | ------------- | ------------- | ----- | ------- |
| Ion Păun | Lars Malmkvist | Ivan Frgić  |               |               |       | 10      |

| Zawodnik    | Pierwsza runda | Druga runda  | Trzecia runda | Czwarta runda     | Piąta runda      | Finał                                   | Miejsce |
| ----------- | -------------- | ------------ | ------------- | ----------------- | ---------------- | --------------------------------------- | ------- |
| Ștefan Rusu | Iwan Atanasow  | Tapio Sipilä | Ferenc Čaba   | Reinhard Hartmann | Suren Nałbandjan | Lars-Erik Skiöld, Andrzej Supron, pauza | 1       |

| Zawodnik       | Pierwsza runda     | Druga runda      | Trzecia runda | Czwarta runda | Piąta runda | Finał | Miejsce |
| -------------- | ------------------ | ---------------- | ------------- | ------------- | ----------- | ----- | ------- |
| Gheorghe Minea | Ahmed Lutfi Shihad | Wiesław Dziadura | pauza         | Janko Szopow  |             |       | 6       |

| Zawodnik   | Pierwsza runda | Druga runda    | Trzecia runda | Czwarta runda | Finał | Miejsce |
| ---------- | -------------- | -------------- | ------------- | ------------- | ----- | ------- |
| Ion Draica | Jan Dołgowicz  | Leif Andersson |               |               |       | 10      |

| Zawodnik   | Pierwsza runda   | Druga runda  | Trzecia runda  | Czwarta runda   | Piąta runda     | Finał           | Miejsce |
| ---------- | ---------------- | ------------ | -------------- | --------------- | --------------- | --------------- | ------- |
| Petre Dicu | Franz Pitschmann | Igor Kanygin | Stojan Nikołow | Thomas Horschel | Frank Andersson | Norbert Növényi | 3       |

| Zawodnik      | Pierwsza runda  | Druga runda       | Trzecia runda | Czwarta runda | Finał | Miejsce |
| ------------- | --------------- | ----------------- | ------------- | ------------- | ----- | ------- |
| Vasile Andrei | Refik Memišević | Nikołaj Bałboszin | Roman Bierła  | Georgi Rajkow | pauza | 3       |

| Zawodnik       | Pierwsza runda       | Druga runda    | Trzecia runda    | Czwarta runda | Finał | Miejsce |
| -------------- | -------------------- | -------------- | ---------------- | ------------- | ----- | ------- |
| Roman Codreanu | Aleksandr Kołczinski | Marek Galiński | Aleksandyr Tomow |               |       | 5       |

| Zawodnik         | Pierwsza runda | Druga runda | Trzecia runda | Czwarta runda | Finał | Miejsce |
| ---------------- | -------------- | ----------- | ------------- | ------------- | ----- | ------- |
| Gheorghe Rașovan | Mahabir Singh  | László Bíró | Jan Falandys  |               |       | 8       |

| Zawodnik      | Pierwsza runda   | Druga runda | Trzecia runda | Czwarta runda | Finał | Miejsce |
| ------------- | ---------------- | ----------- | ------------- | ------------- | ----- | ------- |
| Petre Ciarnău | Władysław Stecyk | Lajos Szabó |               |               |       | 14      |

| Zawodnik    | Pierwsza runda           | Druga runda       | Trzecia runda | Czwarta runda | Finał | Miejsce |
| ----------- | ------------------------ | ----------------- | ------------- | ------------- | ----- | ------- |
| Aurel Neagu | Dugarsürengijn Ojuunbold | Mohammad Halilula | pauza         | Li Ho-pyong   |       | 5       |

| Zawodnik    | Pierwsza runda | Druga runda            | Trzecia runda | Czwarta runda              | Piąta runda | Finał | Miejsce |
| ----------- | -------------- | ---------------------- | ------------- | -------------------------- | ----------- | ----- | ------- |
| Aurel Șuteu | pauza          | Magomied-Gasan Abuszew | Brian Aspen   | Öldzijbajaryn Nasandżargal | Micho Dukow |       | 5       |

| Zawodnik      | Pierwsza runda | Druga runda       | Trzecia runda     | Czwarta runda   | Piąta runda | Finał | Miejsce |
| ------------- | -------------- | ----------------- | ----------------- | --------------- | ----------- | ----- | ------- |
| Octavian Dușa | Saïd Admane    | Ali Hussain Faris | Sajpułła Absaidow | Eberhard Probst |             |       | 8       |

| Zawodnik        | Pierwsza runda     | Druga runda           | Trzecia runda     | Czwarta runda | Piąta runda | Szósta runda | Finał | Miejsce |
| --------------- | ------------------ | --------------------- | ----------------- | ------------- | ----------- | ------------ | ----- | ------- |
| Marin Pârcălabu | Riccardo Niccolini | Bartholomäus Brötzner | Dżamcyn Dawaadżaw |               |             |              |       | 9       |

| Zawodnik       | Pierwsza runda    | Druga runda   | Trzecia runda | Czwarta runda | Piąta runda | Finał | Miejsce |
| -------------- | ----------------- | ------------- | ------------- | ------------- | ----------- | ----- | ------- |
| Vasile Țigănaș | Dzewegijn Düwczin | Ismaił Abiłow |               |               |             |       | 11      |

| Zawodnik   | Pierwsza runda | Druga runda  | Trzecia runda | Czwarta runda | Piąta runda | Finał | Miejsce |
| ---------- | -------------- | ------------ | ------------- | ------------- | ----------- | ----- | ------- |
| Ion Ivanov | Uwe Neupert    | Keith Peache | Rafael Gómez  | Iwan Ginow    |             |       | 7       |

| Zawodnik       | Pierwsza runda  | Druga runda    | Trzecia runda          | Czwarta runda   | Piąta runda | Finał | Miejsce |
| -------------- | --------------- | -------------- | ---------------------- | --------------- | ----------- | ----- | ------- |
| Vasile Pușcașu | Frank Andersson | Harald Büttner | Chorloogijn Bajanmönch | Július Strnisko |             |       | 6       |

| Zawodnik     | Pierwsza runda | Druga runda  | Trzecia runda | Czwarta runda  | Piąta runda | Finał | Miejsce |
| ------------ | -------------- | ------------ | ------------- | -------------- | ----------- | ----- | ------- |
| Andrei Ianko | Youssef Diba   | József Balla | pauza         | Adam Sandurski |             |       | 5       |

### Żeglarstwo
Mężczyźni
- Adrian Arendt
- Mihai Butucaru
- Mircea Carp
- Andrei Chiliman

Kobiety
- Cătălin Luchian

| Zawodnik       | 1 rejs  | punkty | m. | 2 rejs  | punkty | m. | 3 rejs  | punkty | m. | 4 rejs  | punkty | m. | 5 rejs  | punkty | m. | 6 rejs  | punkty | m. | 7 rejs  | punkty | m. | suma punktów | miejsce |
| -------------- | ------- | ------ | -- | ------- | ------ | -- | ------- | ------ | -- | ------- | ------ | -- | ------- | ------ | -- | ------- | ------ | -- | ------- | ------ | -- | ------------ | ------- |
| Mihai Butucaru | 4-57:12 | 16,0   | 10 | 2-47:11 | 25,0   | 19 | 4-13:31 | 24,0   | 18 | 2-58:17 | 16,0   | 10 | 2-43:01 | 19,0   | 13 | 2-47:04 | 25,0   | 19 | 3-01:34 | 14,0   | 8  | 139.0        | 15      |

| Zawodnicy                        | 1 rejs  | punkty | m. | 2 rejs  | punkty | m. | 3 rejs  | punkty | m. | 4 rejs  | punkty | m. | 5 rejs  | punkty | m. | 6 rejs  | punkty | m. | 7 rejs  | punkty | m. | suma punktów | miejsce |
| -------------------------------- | ------- | ------ | -- | ------- | ------ | -- | ------- | ------ | -- | ------- | ------ | -- | ------- | ------ | -- | ------- | ------ | -- | ------- | ------ | -- | ------------ | ------- |
| Andrei Chiliman, Cătălin Luchian | 3-57:40 | 16,0   | 10 | 2-36:12 | 17,0   | 11 | 2-34:11 | 17,0   | 11 | 2-58:17 | 16,0   | 10 | 2-10:22 | 17,0   | 11 | 2-14:33 | 15,0   | 9  | 5-34:58 | 17,0   | 11 | 115.0        | 11      |

| Zawodnicy                  | 1 rejs  | punkty | m. | 2 rejs  | punkty | m. | 3 rejs  | punkty | m. | 4 rejs  | punkty | m. | 5 rejs  | punkty | m. | 6 rejs  | punkty | m. | 7 rejs  | punkty | m. | suma punktów | miejsce |
| -------------------------- | ------- | ------ | -- | ------- | ------ | -- | ------- | ------ | -- | ------- | ------ | -- | ------- | ------ | -- | ------- | ------ | -- | ------- | ------ | -- | ------------ | ------- |
| Adrian Arendt, Mircea Carp | 3-54:56 | 18,0   | 12 | 2-13:07 | 18,0   | 12 | 2-08:21 | 19,0   | 13 | 2-23:12 | 17,0   | 11 | 2-01:00 | 19,0   | 13 | 2-08:58 | 20,0   | 14 | 2-52:25 | 19,0   | 13 | 130.0        | 13      |